# Baltasar Carlos de Asturia

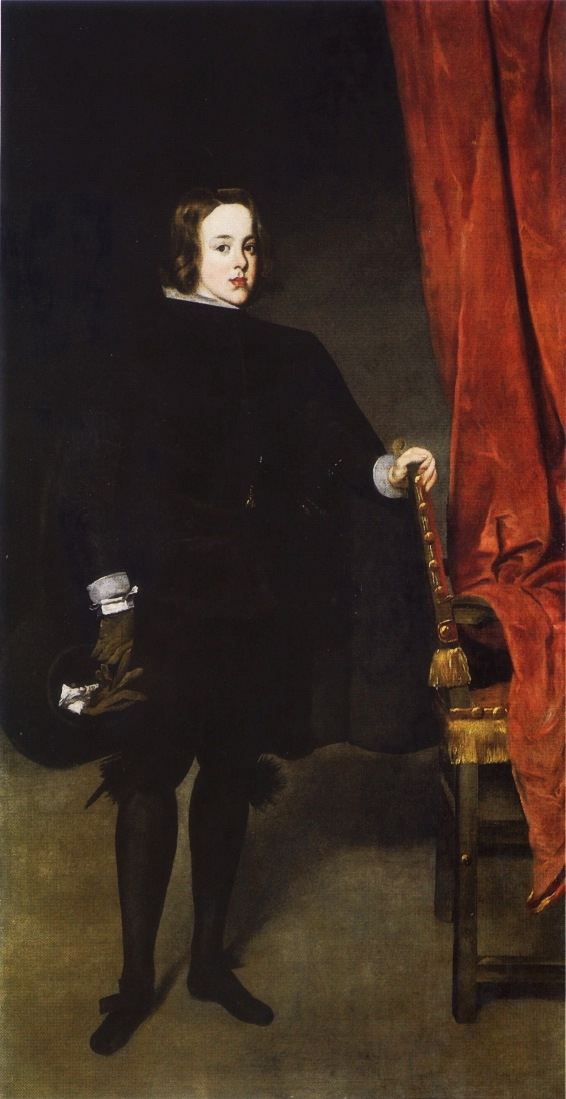
Portret al Prințului Baltasar Carlos (c. 1642) de Juan Bautista Martínez del Mazo, Galeria Porczyński, Varșovia.

Baltasar Carlos (17 octombrie 1629 - 9 octombrie 1646), Prinț de Asturia, Prinț de Girona, Duce de Montblanc, Conte de Cervera și Lord Balaguer, a fost moștenitor aparent al tuturor regatelor, statelor și dominioanelor monarhiei spaniole până la moartea sa.

## Biografie

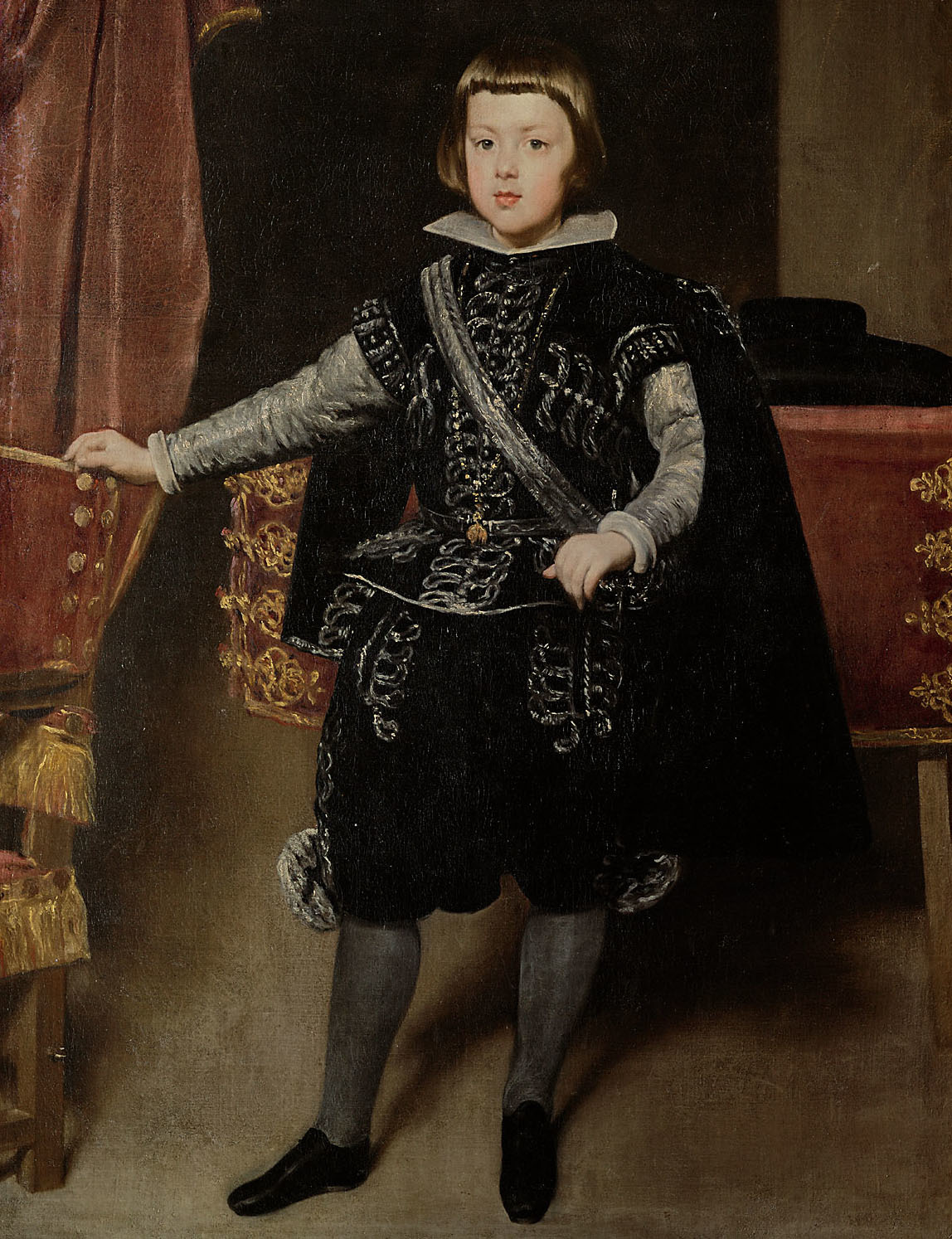
Portret al infantelui Baltasar Carlos, de Diego Velázquez.

Singurul fiu al regelui Filip al IV-lea al Spaniei și al primei soții, Elisabeta a Franței. A fost botezat la 4 noiembrie 1629 la Madrid. Nașii săi au fost Infanta Maria Anna și Infantele Carlos, mătușa și unchiul nou-născutului.
În 1632, tatăl său a început eforturile diplomatice de a-i căuta o mireasă: a fost aleasă Mariana de Austria, fiica împăratului Ferdinand al III-lea și a mătușii lui paterne, Maria Anna, și deci verișoara lui. O altă verișoară, fiica surorii mamei sale, Henrietta Maria a Franței și a soțului ei Carol I al Angliei, prințesa Mary, a fost de asemenea propusă ca potențială mireasă dar a fost refuzată pe motiv de religie. 
La 5 octombrie 1646, în ajunul comemorării a doi ani de la moartea reginei Elisabeta, Filip al IV-lea și Baltasar Carlos au participat la slujba Vecerniei. În seara aceea, prințul s-a îmbolnăvit și a doua zi, sâmbătă 6 octombrie, el a trebuit să stea în pat, în timp ce regele a fost la slujbă. Boala, variola, s-a răspândit rapid, iar marți, 9 octombri, la opt dimineața, arhiepiscopul de Saragossa i-a dat Ultimele Taine.